# Palladium Tele-Cassetten-Game
Das Palladium Tele-Cassetten-Game ist eine stationäre Spielkonsole der ersten Generation mit austauschbaren Steckmodulen. Sie wurde im Jahr 1978 von Neckermann ausschließlich in Deutschland veröffentlicht. Es handelt sich um eine auf den Spiele-Chips von General Instrument (GI) basierenden Konsole der PC-50x-Familie.

## Technische Daten
Das Palladium Tele-Cassetten-Game wurde in zwei Revisionen angeboten. Die originale Konsole ist schwarz mit einer silber-metallenen Abdeckung, in der die Bedienelemente eingelassen sind. Die zweite Revision ist nur noch schwarz und hat die Bedienelemente in einer geänderten Reihenfolge angeordnet. Der einzige technische Unterschied ist, dass bei der ursprünglichen Version der Ton aus einem internen Lautsprecher kommt, während der Ton bei der neueren Version über einen HF-Modulator auf dem Lautsprecher des Fernsehers ausgegeben wird. Beide Versionen werden entweder durch ein Netzteil mit 9 V DC und 500 mA oder 6 C/UM-2-Batterien mit Strom versorgt. Das Gerät verfügt über keine eigene CPU. Die Schaltlogik befindet sich jeweils vollständig in den Spielmodulen. Dabei werden Spiele-Chips der Firma General Instrument verwendet. Es können pro Steckmodul bis zu zwölf verschiedene Spielvarianten ausgewählt werden. Als Eingabegerät kommen zwei kabelgebundene, über einen runden 7-Pol-DIN-Stecker angeschlossene, analoge Joystick-Controller mit jeweils einem Feuerknopf, oder Lightguns für das Modul 607 zum Einsatz. Das Bild wird in Farbe ausgegeben, der Sound je nach Revision über einen in der Konsole verbauten Lautsprecher oder den Fernseher.

## Spiele

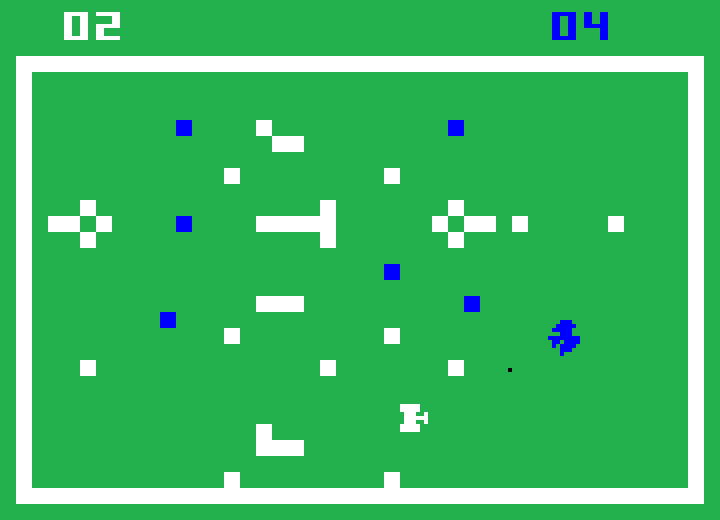
Modul 710 Panzerspiel

Wie viele weitere europäische Konsolen dieser Zeit nutzt die Konsole die auf dem Pong-Chip AY-3-8500 basierenden Spiele-Chips von GI und ist daher elektrisch kompatibel zu anderen Geräten der PC-50x-Familie, wie beispielsweise dem SHG Black Point der Süddeutsche Elektro-Hausgeräte GmbH & Co. KG. Die Steckmodule des Tele-Cassetten-Games haben aber eine eigene Bauform, so dass Module anderer Konsolen nicht in dieses Gerät passen. Die einzige Konsole mit einem kompatiblen Modulschacht ist das MBO Teleball Cassetten System. Für das  Palladium Tele-Cassetten-Game wurden von Neckermann folgende Spielmodule angeboten:
| Modulnummer | Spielname      | Varianten | Modulfarbe | GI-Chip   |
| ----------- | -------------- | --------- | ---------- | --------- |
| 603         | Autorennen     | 2         | blau       | AY-3-8603 |
| 606         | Tele-Bowling   | 6         | rot        | AY-3-8606 |
| 607         | Schießsport    | 12        | grau       | AY-3-8607 |
| 610         | Ballspiele     | 10        | orange     | AY-3-8610 |
| 710         | Panzerspiel    | 2         | grün       | AY-3-8710 |
| 765         | Motorradrennen | 8         | gelb       | AY-3-8760 |

In der Spielanleitung zur ersten Revision war zusätzlich ein Marinespiel mit der Nummer 605 angekündigt (basierend auf dem AY-3-8605 von GI). Dieses wurde aber von Neckermann nie veröffentlicht.

## Nachfolger
Im Frühjahr 1980 erschien der Nachfolger, das Palladium Video-Computer-Game „Color“ (775/002). Im Gegensatz zum Vorgänger ist das Video-Computer-Game eine Konsole mit eigener CPU, also einer Spielkonsole der zweiten Generation. Die Konsole basiert auf dem nie erschienenen Nachfolger des Interton VC 4000 und ist ROM-technisch zu sämtlichen Arcadia-2001-Konsolen und -Klonen kompatibel. Die Konsole wird im Katalog Neckermann Herbst/Winter 1983 zuletzt erwähnt. Für das System sind offiziell 16 Spielkassetten erschienen.